# 康熙臺北湖
清康熙臺北湖是臺灣的臺北盆地於清康熙年間疑因1694年康熙大地震形成的湖泊假說，由地理學家陳正祥教授提出、地質學家林朝棨教授所命名。

## 背景
郁永河所著《裨海記遊》描繪該湖景色為：
|  | 余與顧君暨僕役平頭共乘海舶，由淡水港入，前望兩山夾峙處，曰：甘答門，水道甚隘，入門，水忽廣，漶為大湖，渺無涯矣。行十許里，有茅廬凡二十間，皆依山面湖，在茂草中，張大為餘築也。 |

而關於康熙台北湖的成因，郁永河轉述淡水社社長張大的描述：
|  | 張大云：『此地高山四繞，周廣百餘里，中為平原，唯一溪流水，麻少翁等三社，緣溪而居。甲戌（康熙33年）四月，地動不休，番人恐怖，相率徙去，俄陷為巨浸，距今不三年耳。』指淺處猶有竹樹梢出水面，三社舊址可識，滄桑之變，信有之乎？ |

## 範圍
陳正祥教授利用郁永河所著《裨海紀遊》的文字記錄和陳夢林所繪《諸羅縣志》的〈干豆門與靈山宮圖〉來推測康熙臺北湖的水域面積，當時的湖岸應和今日10公尺等高線一致 ，推算該湖的面積大約為150平方公里、深度5公尺。謝英宗教授依據經濟部中央地質調查所林朝宗所長曾以數位地形圖將臺北盆地的視角調整到與〈干豆門與靈山宮圖〉相近，再將盆地面西北側等高線3公尺以下部分區域以水覆蓋，所呈現的數位地形圖和 1717 年陳夢林所繪的〈干豆門與靈山宮圖〉非常接近，認定地震所造成的眞實地陷量應可能僅在3公尺以內，該湖滿潮時的水域可能包含現今基隆河下游及其北側、社子島、淡水河社子島段的河道和關渡平原的一部分，估計其面積約為30平方公里左右，但因該湖受潮汐影響，其水域面積變化相當大。盆地面的上升、沉積物的加積、降雨量減少和人為的拓墾是該湖消失的重要因素。
林明聖副教授認為由文中記載的「淺處猶有竹樹梢出水面，三社舊址可識」判斷，若依一般竹子的生長以及原住民干欄式建築的高度來看，可能至少有3公尺深。《雍正臺灣輿圖》和《乾隆臺灣輿圖》的地形衍育具一致性，可認《雍正臺灣輿圖》時還存在的康熙臺北湖到《乾隆臺灣輿圖》時已不復存在了，換句話說，這個湖泊的存在至少四十年，但絕對不會超過六十年。

## 爭議

### 康熙臺北湖存在
康熙56年（1717年)《諸羅縣志》的〈干豆門與靈山宮圖〉裡，可見台北盆地有個與海相連的湖泊，是個西廣東狹的海灣，繞過灣口的關渡與外海相連，與《裨海紀遊》的描述完全一致。在雍正12年間繪製(1723－1734)的《雍正台灣輿圖》也清楚描繪台北當時是個海灣湖。

### 康熙臺北湖不存在
除《裨海紀遊》外的文獻資料不足，1654年荷蘭人繪製的《大台北古地圖》、清康熙38年至43年（1699年-1704年）間繪製的《康熙台灣輿圖》並無此湖之存在，而乾隆6年(1741年)《重修福建台灣府志》地圖和《康熙台灣輿圖》一致。
專精於研究台灣史的翁佳音教授反對這個說法，並在《大臺北古地岸圖考釋》中提到，康熙47年（1708）已經有人在傳聞是康熙臺北湖所在地的萬華東園地區開墾成水田。由時間來推算康熙台北大地震發生於1694年並產生康熙台北湖，而郁永河在1697年經過此地時發現了湖泊的存在，海水退出後有鹽分的土地必須經數十年以上時間的土壤改良才能開墾，然而距離發現開墾紀錄僅有13、14年，從而認定此湖根本不存在。此外，將《裨海紀遊》中「....入門，水忽廣，漶為大湖，渺無涯矣。行十許里，有茅廬凡二十間...」解讀爲「海船亦可以在航行湖中走十餘里」值得商榷，該段記載若前後文對照判斷，原意是「船進入關渡之後，再沿著基隆河行十里許」，而到磺溪會流處的今社仔對岸一帶；所謂的「麻少翁等三社」，即指麻少翁、大浪泵與唭里岸三社。換句話說，郁永河所描述的地震而引起一片土地突然之間陷入水中，最有可能之處應該是指社子島這一附近的地帶。
民俗專家唐羽根據《諸羅縣志》「...淡水港，海口水程十里至干豆門，內有大澳，分為二港，西南至擺接社止、東北至蜂仔峙止。番民往來俱用蟒甲….」的記載，認為郁永河誤將大澳記為大湖。
中央地質調查所探勘附近可能引發地震的山腳斷層，歸類為屬於過去1萬年內未曾經活動過的第二類活動斷層，否定了1694年曾經發生過地震。學者利用中央地質調查所2010年公布之活動斷層山腳斷層的分布與型態，應用Wells and Coppersmith (1994)經驗式與鄭世楠等(2010)經驗式，評估康熙大地震對應的規模為MW=7.0, ML=6.8。參考 Jean et al.(2006) 衰減式與辛在勤(1998)衰減式，模擬1694年台北地震的等震度分布圖淡水地區均顯示為震度VII， 應造成相當顯著的破壞，在郁永河《裨海紀遊》中淡水社長張大卻未提及淡水地區的災害，是否是因為發生地震導致康熙臺北湖出現有待商榷。

### 洪水蓄積導致康熙臺北湖
鄭世楠教授認為如果真的發生規模7.0的康熙大地震，受災範圍絕不僅有台北盆地一帶，整個北台灣都會有災情，然而郁永河一路往北的路途中，在淡水、南崁、竹塹（今新竹）等地，都沒有相應的災情紀錄或傳聞。
鄭世楠教授推測台北湖可能是洪水蓄積不退。郁永河農曆5月2日從淡水入港發現大湖，在此之前曾在農曆4月14日因大雨被困在牛罵社（台中清水）一個禮拜不得前進，記述到「陰霾，大雨，不得行；午後雨止，聞海吼聲，如錢塘怒潮，至夜不息」，此際大雨連下三日、海浪滔天，很可能是梅雨鋒面或颱風侵襲，這波雨勢帶來的積水不退或許就是後來所見的台北湖的成因。

## 相關作品
中文小說
- 徐毅振《康熙台北湖》